# История на танка
Първите танкове се появяват през Първата световна война.
След първоначалния, относително кратък, маневрен период на войната следва т.нар. „окопна война“. В хода на войната се стига до извода, че дълбокоешелонираните отбранителни линии на противниковата отбрана се преодоляват трудно, дори и след използването на продължителна и масирана артилерийска подготовка. В резултат от това възниква схващането, че е необходимо принципно ново бойно средство съчетаващо в едно висока проходимост, голяма огнева мощ и добра защита. Новото бойно средство трябва на висока скорост да преодолява фронтовата линия и да се вклини в отбраната на противника на такава дълбочина, която да позволи осъществяването на тактически обход и обхват.

### Първи танкове
Решението за производството на първите танкове е взето през 1915 г. Първата машина е произведена през 1916 г. Името „танк“ (на английски: tank – цистерна, горивен резервоар) е използвано с цел да се заблуди противникът при превоза на машините с железопътен транспорт. Англичаните много добре разбират, че внезапната поява на новата машина на бойното поле ще предизвика голям шок. При транспортирането им увитите с брезент машини отдалече приличали на цистерни за гориво. Поради това е пуснат слух, че това се металически цистерни, предназначени за Русия. Върху брезента на руски е написано „Осторожно! Петроград.“
Първият танк е английският Мк.1. Машината е произвеждана в 2 модела – само с картечно въоръжение и с картечно-оръдейно въоръжение.